# Luna 2
Luna 2 fu la seconda sonda spaziale lanciata dall'URSS verso la Luna e la prima a raggiungere la Luna su cui impattò a ovest del Mare della Serenità.
Luna 2 era molto simile come progetto e costruzione a Luna 1, una sfera di metallo dalla quale spuntavano delle antenne e parti di strumentazione. La strumentazione di bordo era formata da un rivelatore a scintillazione, un contatore Geiger, un magnetometro, un rilevatore Cherenkov e un rilevatore di micrometeoriti.
La sonda spaziale era sprovvista di un sistema di propulsione.

## La missione
Luna 2 fu lanciata il 12 settembre 1959 alle ore 06:39:42 UTC e impattò la Luna il 13 settembre 1959 alle ore 22:02:24 UTC. Le coordinate dell'impatto sono: 29.1° N, 0° O.
Luna 2 fu la prima sonda a confermare l'esistenza del vento solare, grazie a un rilevatore semisferico costruito da Konstantin Gringauz. In verità fu Luna 1 a rilevare qualcosa che fece nascere il sospetto circa l'esistenza di un vento solare, ma Luna 2, grazie a un miglioramento nel sensore di Gringauz ne diede conferma.
Prima dell'impatto con la superficie lunare, e precisamente il 13 settembre, la sonda espulse una nube di sodio che servì sia a studiare il comportamento dei gas nel vuoto sia a controllare l'esattezza della rotta del veicolo.
L'interruzione improvvisa del segnale inviato dalla sonda indicò l'avvenuto impatto, e dopo trenta minuti impattò sulla Luna anche il terzo stadio del vettore che lanciò Luna 2. Fu il primo oggetto costruito dall'uomo a toccare un altro corpo celeste.

La missione dimostrò che la Luna non possiede un campo magnetico apprezzabile.

## Gagliardetti dell'URSS
La sonda trasportava anche dei gagliardetti dell'URSS di forma circolare, con la superficie ricoperta da elementi pentagonali. Al centro della composizione si trovava una piccola carica di esplosivo che al momento dell'impatto proiettava i simboli attorno al punto di collisione. Ogni elemento pentagonale è in acciaio e porta i simboli dell'esercito russo più la dicitura СССР СЕНТЯБРЬ 1959 (URSS settembre 1959). Un altro gagliardetto era posizionato sull'ultimo stadio del vettore utilizzato per il lancio, che impattò sulla Luna trenta minuti dopo Luna 2. Era formato da una capsula riempita con del liquido e con strisce di alluminio sulle quali era stampato СССР СЕНТЯБРЬ 1959 (URSS settembre 1959) e СОЮЗ СОВЕТСКИХ СОЦИАЛИСТИЧЕСКИХ РЕСПУБЛИК (Unione delle Repubbliche Socialiste Sovietiche).
Il 15 settembre 1959, Nikita Sergeevič Chruščёv regalò una copia dei gagliardetti posizionati su Luna 2 al presidente degli USA Dwight D. Eisenhower.

## Riferimenti culturali
La canzone LUИIK 2, apparsa sull'album Planet Reverb dei Jet pack, conteneva alcuni dialoghi e suoni registrati durante il viaggio della sonda.